# خدا نگهدار پادشاه باد
خدا نگهدار پادشاه باد (به انگلیسی: God Save the King)، یا خدا نگهدار ملکه باد (به انگلیسی: God Save the Queen) (وابسته به جنسیت فرمانروا)، یک سرود ملی است که در بریتانیا و جزیره‌های وابسته به تاج‌وتخت بریتانیا استفاده می‌شود. دیگر قلمرو کشورهای مشترک‌المنافع نیز از آن به عنوان سرود سلطنتی استفاده می‌کنند.
سرود ملی بریتانیا، «خدا پادشاه را حفظ کند»، فراتر از بیت نخست که ثابت باقی مانده، نسخه‌های تاریخی و معاصر متعددی دارد. از زمان انتشار اولیه آن، ابیات مختلفی به این سرود اضافه یا حذف شده‌اند و حتی امروزه نیز در منابع مختلف، ابیات متفاوتی در ترتیب‌های گوناگون ارائه می‌شوند. معمولاً تنها یک بیت از این سرود خوانده می‌شود، اما گاهی دو یا حتی سه بیت نیز اجرا می‌شود. این سرود به عنوان ادای احترام موسیقایی به پادشاه بریتانیا و همسر سلطنتی او نواخته می‌شود. سایر اعضای خانواده سلطنتی که مستحق دریافت این احترام هستند، مانند شاهزاده ولز و همسرش، تنها شش میزان نخست این آهنگ را دریافت می‌کنند. این شش میزان ابتدایی در برخی از کشورهای مشترک‌المنافع، از جمله کانادا، به عنوان بخشی از سلام رسمی برای مقامات عالی‌رتبه مانند فرمانداران کل نیز استفاده می‌شود.
ملودی "خدا پادشاه را حفظ کند" در کشورهای خارج از امپراتوری بریتانیا نیز الهام‌بخش سرودهای ملی و میهنی بسیاری بوده است، به‌ویژه آن‌هایی که به مناسبت‌های سلطنتی مرتبط هستند. این ملودی برای سرود ملی لیختن‌اشتاین، "Oben am jungen Rhein"، و سرود سلطنتی نروژ، "Kongesangen"، به کار رفته است. همچنین، در ایالات متحده، این آهنگ پایه سرود میهنی "My Country, 'Tis of Thee" (معروف به "America") قرار گرفته است. علاوه بر این، این ملودی در گذشته به عنوان سرود ملی پادشاهی پروس ("Heil dir im Siegerkranz") از سال ۱۷۹۵ تا ۱۹۱۸، سرود امپراتوری آلمان از ۱۸۷۱ تا ۱۹۱۸، و سرود امپراتوری روسیه با عنوان "دعای روس‌هاً از ۱۸۱۶ تا ۱۸۳۳ استفاده شده است. همچنین، این ملودی از دهه ۱۸۴۰ تا ۱۹۶۱ به عنوان سرود ملی سوئیس "Rufst du, mein Vaterland" به کار گرفته شده بود.

## متن و ترجمه
God save our gracious king,
Long live our noble king,
God save the king.
Send him victorious,
Happy and glorious,
Long to reign over us,
ترجمه شعر خدا نگهدار پادشاه باد چنین است:
خدا پادشاه مهربان ما را نگه‌دارد،
زنده باد پادشاه نجیب ما،
خدا پادشاه را حفظ کند.
او را پیروز،
شاد و سرافراز قرار بده،
تا بر ما سلطنت کند،
خدا پادشاه را حفظ کند.